# Sulfohalite
La sulfohalite (simbolo IMA: Slhl) è un raro minerale del supergruppo della perovskite, all'interno del quale viene collocato nel gruppo delle perovskiti stechiometriche e da lì al sottogruppo della sulfohalite; appartiene alla famiglia minerale dei "solfati, selenati, tellurati, cromati, molibdati e tungstati" e possiede composizione chimica Na6(SO4)2ClF.

## Etimologia e storia
La sulfohalite deve il suo nome alla sua composizione: sulfur, che richiama il contenuto di zolfo, e halite, che a sua volta deriva dalla parola greca άλς (hals, mare, ma anche 'sale') in allusione al fatto che il minerale contiene un alogeno.

## Classificazione
La classica nona edizione della sistematica dei minerali di Strunz, aggiornata dall'Associazione Mineralogica Internazionale (IMA) fino al 2009, elenca la sulfohalite nella classe "7. Solfati (selenati, tellurati, cromati, molibdati, tungstati)" e da lì nella sottoclasse "7.B Solfati (selenati, ecc.) con anioni aggiuntivi, senza H2O"; questa è più finemente suddivisa in base alle dimensioni dei cationi coinvolti, in modo tale che la sulfohalite possa essere trovata nella sezione "7.BD Con soltanto cationi di grande dimensione", dove è l'unico membro del sistema nº 7.BD.05.
Tale classificazione rimane invariata anche nell'edizione successiva, proseguita dal database "mindat.org" e chiamata Classificazione Strunz-mindat.
Nella Sistematica dei lapis (Lapis-Systematik) di Stefan Weiß la sulfohalite viene elencata nella classe dei "solfati, cromati, molibdati e tungstati" e da lì nella sottoclasse dei "solfati anidri, con anioni estranei"; al suo interno il minerale è nella sezione dei minerali con "prevalentemente grandi cationi" dove forma il sistema nº VI/B.12 insieme a galeite, schairerite, kogarkoite, shuvalovite, krasheninnikovite, cesanite, caracolite e aiolosite.
Anche la classificazione dei minerali secondo Dana, usata principalmente nel mondo anglosassone, elenca la sulfohalite nella famiglia dei "solfati, cromati e molibdati"; qui è nella classe dei "solfati anidri con idrossile o alogeno" e nella sottoclasse dei "solfati anidri con idrossile o alogeno e (AB)m(XO4)pZq, con m:p>2:1" dove la sulfohalite viene collocata nel sistema nº 30.01.07 di cui è l'unico membro.

## Abito cristallino
La sulfohalite cristallizza nel sistema cubico nel gruppo spaziale Fm3m (gruppo nº 225) con la costante di reticolo a = 10,068(3) Å, oltre ad avere 4 unità di formula per cella unitaria.

## Origine e giacitura
La sulfohalite è stata trovata in depositi evaporitici e in sublimati vulcanici. La paragenesi è con hanksite, halite, trona, thénardite e pirssonite.
Il minerale è molto raro ed è stato trovato presso il lago Searles nella contea di San Bernardino (in California, Stati Uniti), che è la località tipo; in Mongolia (Cina); a Venezia (in Italia); sul vulcano Kerimasi (regione di Arusha, Tanzania); nel distretto elettorale di Uuvudhiya (Namibia).

## Forma in cui si presenta in natura
La sulfohalite si presenta in cristalli ottaedrici, dodecaedrici, cubici o in combinazioni di questi, con dimensioni fino a 3 cm.
Il minerale è trasparente con lucentezza da vitrea a grassa; il colore è grigio o giallo-verdastro, ma può essere anche incolore. Il colore del suo striscio è bianco.

## Proprietà chimico-fisiche
Sotto la luce ultravioletta la sulfohalite è fluorescente con colore bianco bluastro pallido; inoltre il minerale è lentamente solubile in acqua fredda.